# Nedbränningen av staden Washington

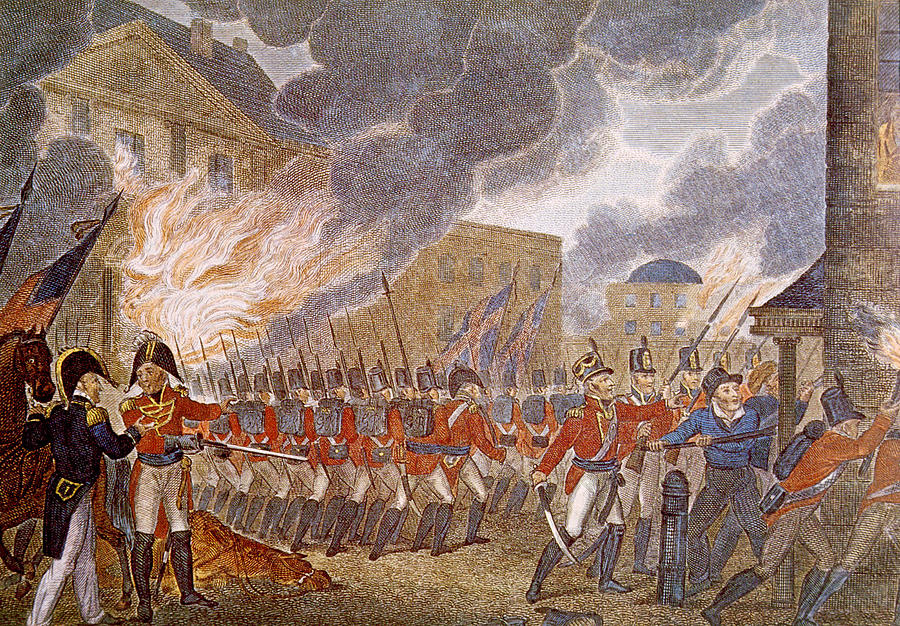
Nedbränningen av Washington, bokillustration från 1816

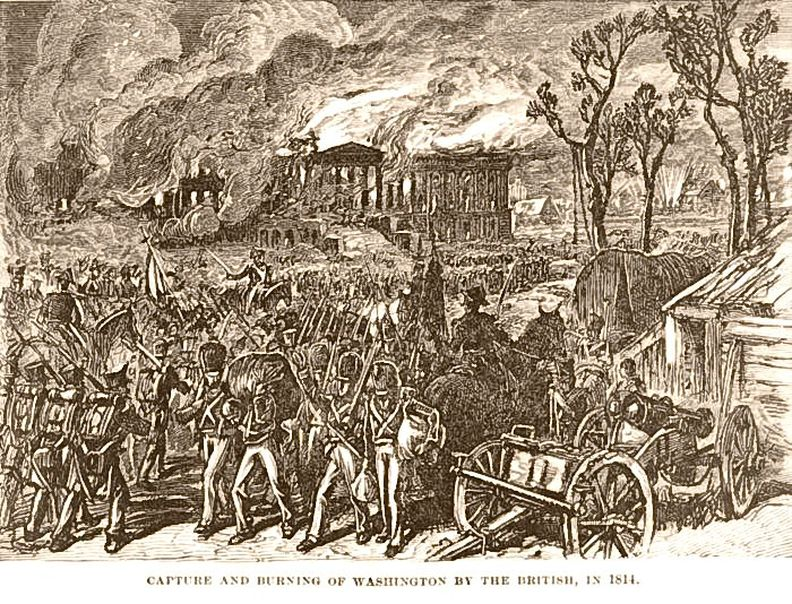
Nedbränningen av Washington

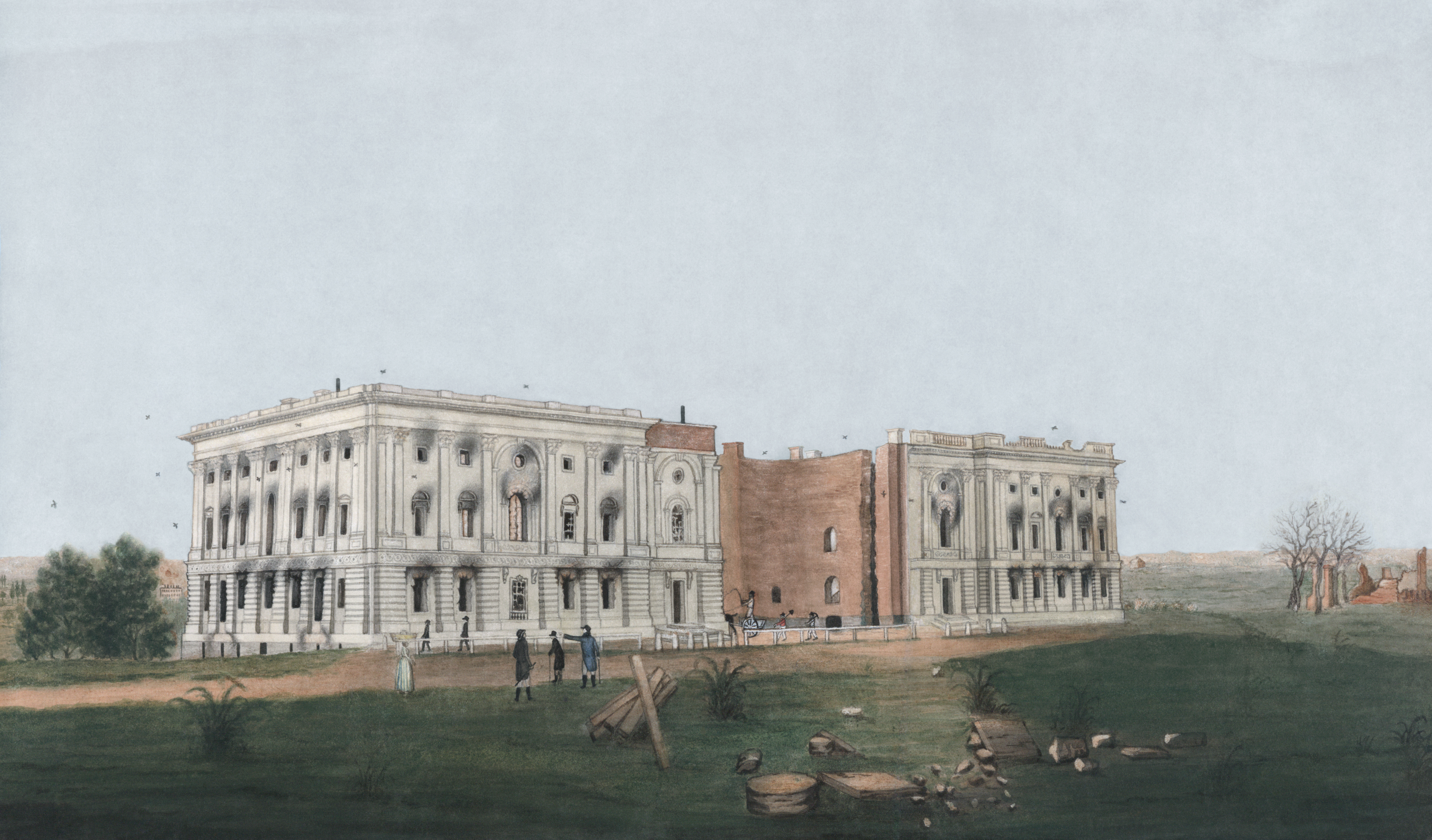
Kapitolium efter branden, akvarell från 1814

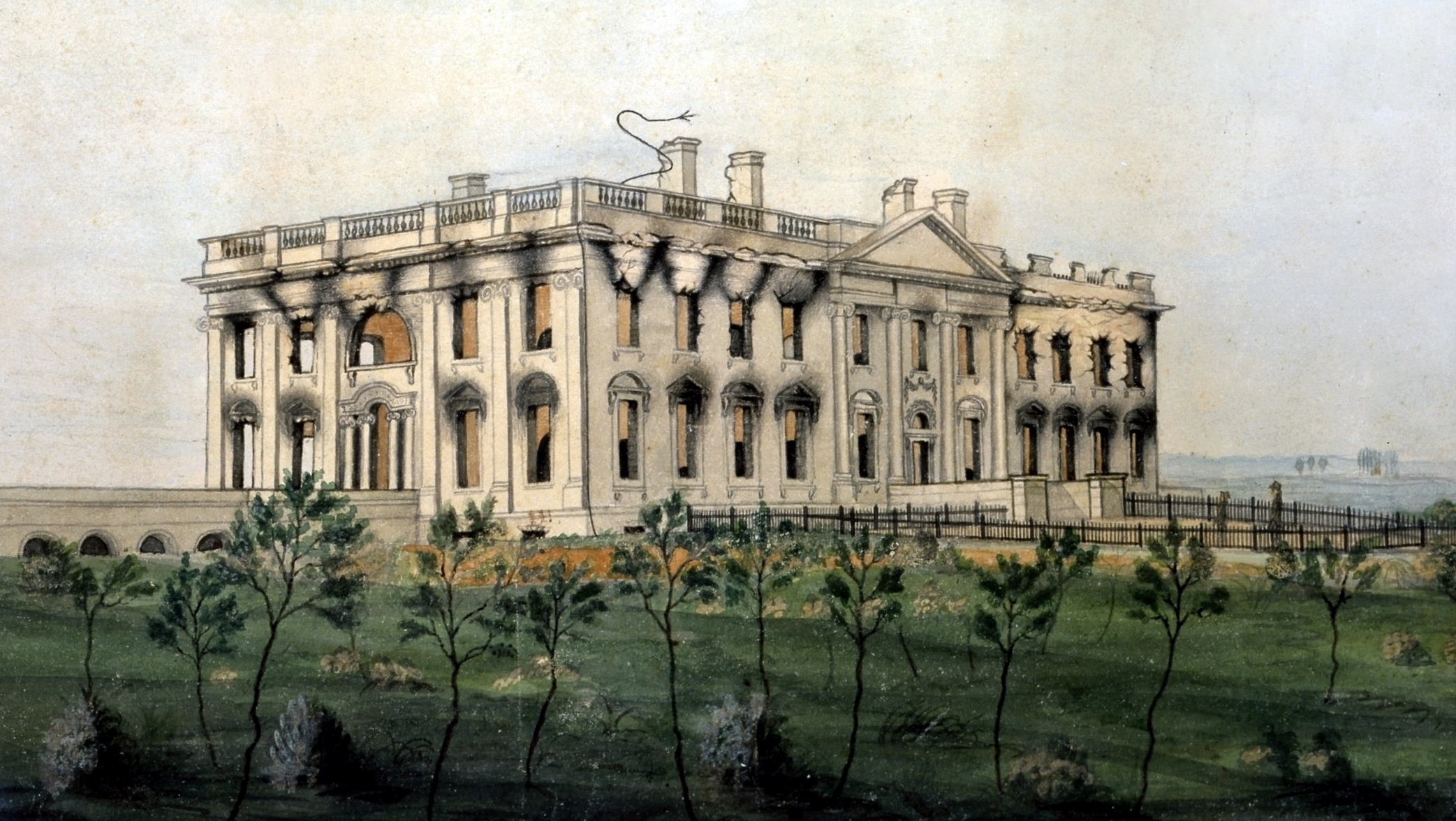
Ruinen av Presidentens residens, akvarell av George Munger

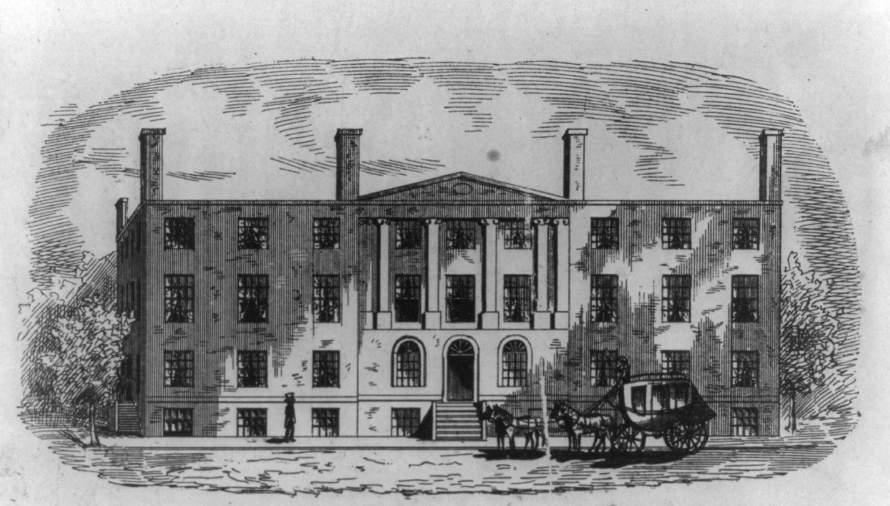
Blodget's Hotel

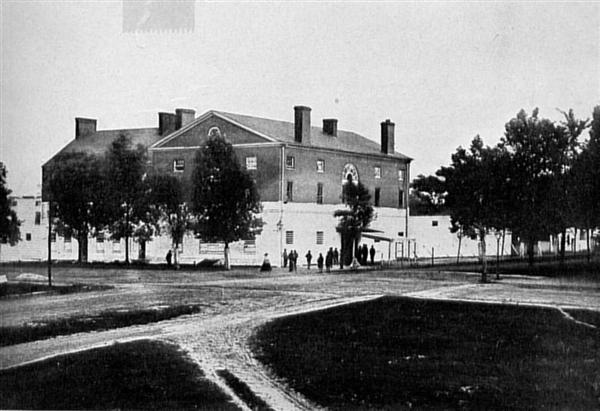
The Old Brick Capitol, som under amerikanska inbördeskriget tjänstgjorde som fängelse

Nedbränningen av staden Washington inträffade den 24–25 augusti 1814 vid en brittisk ockupation av USA:s huvudstad, staden Washington, senare Washington D.C., under Chesapeakekampanjen under 1812 års krig. Det var den första gången sedan amerikanska frihetskriget som utländsk trupp erövrat huvudstaden.

## Historik
Den brittiska regeringen, som redan var i krig mot Frankrike under Napoleon, hade till en början intagit en defensiv strategi gentemot USA efter det att USA hade deklarerat krig 1812. Förstärkningar till Kanada sändes inte, utan den kanadensiska milisen och allierade indianstammar fick utgöra förstärkningen till de brittiska trupper som redan fanns i Kanada. Storbritannien kunde dock efter Napoleons förlust och hans påtvingade exil i april 1814 sända truppförstärkningar och örlogsfartyg från Europa. En marin blockad organiserades från Bermuda. Det organiserades också räder mot öar och kustområden för att dra amerikanska trupper från Kanada.
Den amerikanska sidan led ett nederlag i slaget vid Bladensburg i augusti 1814, varefter en brittisk truppstyrka marscherade mot Washington och omedelbart intog staden. Brittiska soldater satte direkt eld på ett antal civila och militära förvaltningsbyggnader, inklusive Presidentens residens (senare benämnt Vita huset) och Kapitolium, vilken senare byggnad också härbärgerade USA:s högsta domstol och Kongressbiblioteket. Attacken ingick i en vedergällning för det strax tidigare inträffade ödeläggandet av Port Dover i Övre Kanada av amerikanerna, liksom för det amerikanska förstörandet av Upper Canadas huvudstad York året dessförinnan. Mindre än en dag efter det att attacken började, utbröt ett svårt åskväder, förmodligen en tropisk orkan och en tromb, som släckte stadsbranden. Ockupation av Washington varade omkring 26 timmar och det diskuteras fortfarande vilket krigsmål engelsmännen kan ha haft, utöver att tillfoga materiell skada. 
President James Madison, militärledningen och regeringen evakuerades från staden och kunde finna natthärbärge i Brookeville, en liten stad i Montgomery County i Maryland. Efter stormen återvände engelsmännen till sina skepp, av vilka många hade skadats av ovädret.  

### Kapitolium
Vid denna tid var Kapitolium den enda bemärkningsvärda byggnaden i Washington. Därigenom, och genom sin symbolik, blev byggnaden det primära angreppsmålet för britterna. De tågade den 24 augusti in i staden på Maryland Avenue och ställde kosan direkt till Kapitolium. Innan de satte byggnaden i brand, plundrade trupperna byggnaden, inklusive Högsta domstolen och Kongressbiblioteket. 
Britternas avsikt var att bränna ned Kapitolium till grunden. De satte först eld på den södra flygeln, men elden tog sig så snabbt att britterna förhindrades att samla ihop tillräckligt med bränsle för att bränna ned stenväggarna helt och hållet. Inredning och bokbestånd i kongressbiblioteket i den norra flygeln hjälpte dock till att få fart på elden i den delen av huset. I branden förstördes en boksamling på omkring 1 000 volymer samt värdefulla konstverk. Trägolv och -tak brann. Byggnaden förstördes dock inte helt. Rotundan, den östra förhallen, trappan och Benjamin Latrobes pelare i Senatens entréhall klarade sig.

### Presidentens residens
Efter att ha stuckit Kapitolium i brand, gav sig de brittiska trupperna åt nordväst uppför Pennsylvania Avenue mot Presidentens residens. President Madisons fru Dolley såg till att vissa värdeföremål fördes undan. Soldaterna tände på presidentbostaden och förde till bränsle, så att branden blev så stor att den fortsatte under dagen därpå.

### Stormen
Kort efter attacken utbröt ett plötsligt, mycket kraftigt åskoväder, kanske en orkan, som släckte bränderna i staden. Den åstadkom också en tromb, som passerade genom stadens centrum längs Constitution Avenue och lyfte upp två kanoner och dödade både brittiska soldater och civila Washingtonbor. Efter orkanen återvände britterna till sina skepp, varav många var svårt skadade. Det finns olika uppfattningar om vilken påverkan stormen hade på ockupationen av staden. Somliga har hävdat att den fick ockupanterna att dra sig tillbaka, medan andra har hävdat att rädens mål redan var uppnått. Den brittiska ockupationen varade bara 26 timmar, samtidigt som regnstormen släckte branden, men åstadkom andra skador på stadens byggnader. 
Ödeläggelsen av Washington omfattade bland annat Kapitolium, Arsenalen, hamnen, finansministeriet, krigsministeriet, presidentens residens, bron över Potomac samt en fregatt och en militär slup. 
En annan brittisk styrka intog Alexandria på södra sidan av floden Potomac samtidigt som huvudstyrkan lämnade Washington. Alexandrias borgmästare lyckades få till en överenskommelse med britterna, och Alexandria skonades. 
President Madison återvände till Washington den 1 september. Kongressledamöterna återvände och sammanträdde den 19 september i en särskild session. På grund av förstörelsen skedde sammanträdet i Patentverkets lokaler.

## Efterspel
Trots att presidenten och militärledningen återvände till Washington bara några få dagar efter det att britterna lämnat, återvände inte kongressledamöterna förrän efter tre och en halv vecka. Kongressen sammanträdde den 19 september  på Blodgett's Hotel, en av de få överlevande byggnaderna som var stor nog att rymma alla kongressledamöter.
Det fanns röster i Kongressen för att flytta huvudstaden efter branden. Kongressledamöter från norra USA föreslog Philadelphia, medan Kongressledamöter från sydstaterna ville ha den kvar i Washington. Fastighetsägare i staden tog därför februari 1815 initiativ till att finansiera och snabbt uppföra byggnaden Old Brick Capitol. Byggandet började i juli och avslutades i december. Kongressen sammanträdde därefter i Old Brick Capitol mellan december 1815 och december 1819, då delar av Kapitolium åter kunde tas i bruk. Old Brick Capitol tog bara fem månader att uppföra, medan Kapitolium tog tolv år.